# Felicitas Kukuck

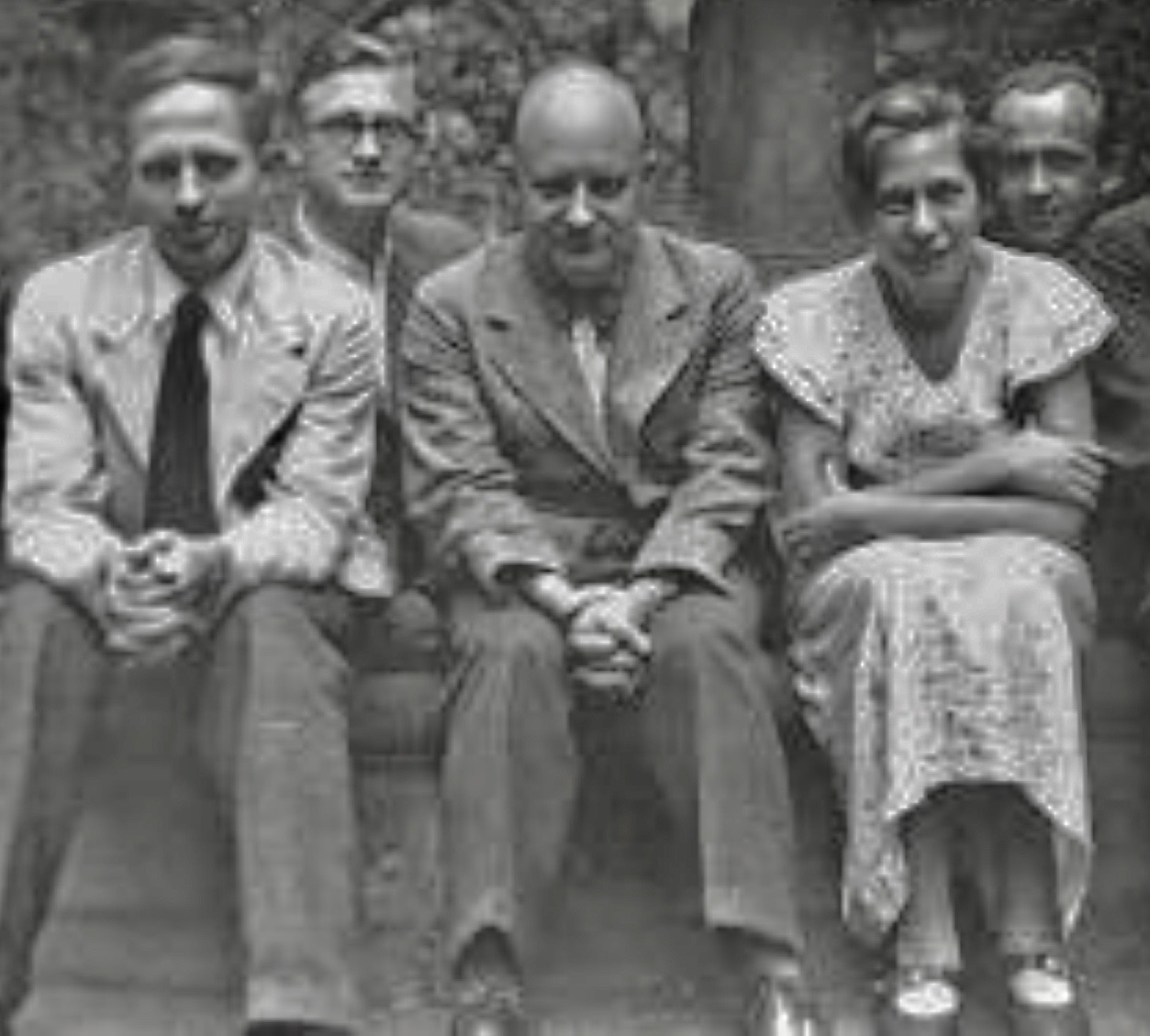
Mitte: Paul Hindemith im Jahr 1937 mit Studenten. Rechts neben ihm Felicitas Kestner geb. Cohnheim, später nach Heirat Kukuck.

Felicitas Kukuck (* 2. November 1914 in Hamburg; † 4. Juni 2001 ebenda), geborene Cohnheim (der Familienname wurde 1916 offiziell in Kestner geändert), war eine deutsche Komponistin.

## Leben
Felicitas Kukuck wurde als Tochter des Arztes und Physiologen Otto Cohnheim (1873–1953) und der Sängerin (Altistin) Eva Cohnheim geb. Barth (1882–?) in Hamburg geboren. Die Eltern änderten den gemeinsamen Familiennamen 1916 in Kestner. Die Eltern förderten die künstlerische Entwicklung ihrer Tochter von Kindheit an und ermöglichten ihr den Besuch von Schulen, in denen Musik einen hohen Stellenwert besaß. Bis 1933 besuchte sie die reformpädagogisch orientierte Lichtwarkschule. Die nationalsozialistische Machtübernahme bedeutete einen tiefen Einschnitt in ihrem Leben; erst jetzt erfuhr sie von ihren jüdischen Vorfahren. Nach der Gleichschaltung der Lichtwarkschule durch die Nationalsozialisten wechselte sie zu Martin Luserkes „Schule am Meer“ auf Juist, wo sie von Eduard Zuckmayer gefördert wurde und von der stark musischen Ausrichtung des Landschulheims profitierte. Ihr Abitur machte sie 1935 an der Odenwaldschule. Zu ihren Lehrern gehörten neben Zuckmayer (Musik) auch Edith Weiss-Mann (Klavier) und Robert Müller-Hartmann (Harmonielehre).
Nach ihrem Abitur studierte Felicitas Kukuck an der Berliner Musikhochschule zunächst Klavier und Querflöte. 1937 legte sie erfolgreich die Privatmusiklehrerprüfung ab. Nachdem sie wegen ihrer teils jüdischen Abstammung Berufsverbot erhalten hatte, studierte sie neben Jens Rohwer Komposition bei Paul Hindemith, bis dieser emigrierte.
Dank der väterlichen, auch sie betreffenden Namensänderung, wurde sie Mitglied der Reichsmusikkammer (RMK) und konnte dadurch ihr Musikstudium 1939 mit der künstlerischen Reifeprüfung für Klavier abschließen. Im selben Jahr heiratete sie Dietrich Kukuck, der dem Standesbeamten dabei einen auf den Namen Kestner lautenden Geburtsschein seiner Partnerin vorlegte.
Die Kriegszeit verbrachte Felicitas Kukuck in Berlin, erst danach veröffentlichte sie ihre Werke. 1945 siedelte Felicitas Kukuck mit einem Flüchtlingstreck nach Hamburg um. 1948 zog sie mit ihrer Familie nach Hamburg-Blankenese, wo sie bis zu ihrem Tod im Jahr 2001 wohnte und arbeitete. Sie hatte vier Kinder. Felicitas Kukuck wurde auf dem Blankeneser Friedhof beigesetzt im Quartier A1 (Nr. 917).
Felicitas Kukuck wurde 1989 für ihre Verdienste um Kunst und Kultur in Hamburg mit der Biermann-Ratjen-Medaille geehrt. 1994 wurde sie für ihre Verdienste um das Hamburgische Musikleben und als Auszeichnung für hervorragende Leistungen auf dem Gebiet der Musik mit der Johannes-Brahms-Medaille ausgezeichnet.
2016 wurde im Hamburger Stadtteil Altona-Nord eine Straße nach Felicitas Kukuck benannt.

## Werk
Paul Hindemith hat Felicitas Kukuck nachhaltig beeinflusst. Sein Bekenntnis zur ethischen Verpflichtung des Komponisten wurde für sie richtungweisend. Die übergeordnete Zweistimmigkeit und das harmonische Gefälle sowie Sekundbrücken bestimmten ihren Kompositionsprozess.
In sechs Jahrzehnten hat Felicitas Kukuck „mehr als 1000 Werke“ geschaffen, neben Instrumentalwerken geistliche und weltliche Vokalmusik. Dabei entwickelte sie ihren sehr eigenen, unverwechselbaren Stil. Von besonderer Bedeutung war hier die freundschaftliche Zusammenarbeit mit Gottfried Wolters, der den Norddeutschen Singkreis leitete und Lektor des Möseler Verlages war.
1953 wurde ihr erstes Oratorium Das kommende Reich. Die Seligpreisungen im Rahmen des 5. Deutschen Evangelischen Kirchentages in Hamburg uraufgeführt.
1959 gelangte ihr doppelchöriges Oratorium Der Gottesknecht in Berlin, und nachfolgend in der Hamburger Hauptkirche St. Petri unter Leitung von Gottfried Wolters und Willi Träder zur Uraufführung.
Felicitas Kukuck gründete 1969 den Kammerchor Blankenese, dessen Kern zunächst ihre Familie und deren Freunde bildeten. Ihr Chor wirkte an vielen Uraufführungen ihrer Werke mit, z. B. der Kirchenopern Der Mann Mose (1986) und Ecce Homo (1991), der Kantaten De Profundis (1989), Auf glühenden Kohlen gesungen (1990), Und es ward: Hiroshima, Wer war Nikolaus von Myra? und Schwerter zu Pflugscharen (1995), der Motetten Todesfuge, Psalm, O der weinenden Kinder Nacht und O die Schornsteine (1994), Es ist dir gesagt, Mensch, Die Seligpreisungen und Alles hat seine Zeit (1995) sowie der Zehn Lieder gegen den Krieg (1996).
Die Kantate Und es ward: Hiroshima. Eine Collage über Anfang und Ende der Schöpfung wurde am 11. August 1995 im Rahmen einer Weltfriedenswoche in Hamburg uraufgeführt. In diesem Werk, aber auch in anderen folgenden Werken, setzt sich die Komponistin mit existenziellen Fragen unserer Zeit auseinander: mit Krieg und Frieden, mit Auschwitz oder mit Tschernobyl.
Die szenische Kantate Wer war Nikolaus von Myra? Wie ein Bischof seine Stadt aus einer Hungersnot rettete und vor dem Krieg bewahrte wurde ebenfalls im Jahr 1995, am 3. Dezember, anlässlich der 800-Jahr-Feier der Hamburger Hauptkirche St. Nikolai uraufgeführt.
Im Jahr 1996 entstanden Sieben Lieder für Frauenstimme und Klavier auf Gedichte eines Mädchens an ihren Freund von Selma Meerbaum-Eisinger, die als 18-Jährige in einem Konzentrationslager starb.
Noch im hohen Alter komponierte Felicitas Kukuck fast täglich und war deshalb immer auf der Suche nach guten Texten. Denn es waren, wie sie selbst einmal sagte, „die Worte“, die sie „entzünden“.
Die beiden bekanntesten Stücke von Felicitas Kukuck sind die Melodie zum Kirchenlied Manchmal kennen wir Gottes Willen (EG 626 (Regionalteil Württemberg), GL 299, Gesangbuch der Evangelisch-methodistischen Kirche 351) und das Lied Es führt über den Main. Letzteres ist durch Kukucks ältere Schwester Elisabeth (* 1907) überliefert, die in den 1920er Jahren am Berliner Pestalozzi-Fröbel-Haus eine Ausbildung machte und es ihr damals vorsang. Vermutlich wurde es dort um die Jahrhundertwende von Kindergärtnerinnen erfunden. Kukuck schrieb eine neue Melodie, ergänzte die achte Strophe und veröffentlichte das Lied 1953 im Möseler Verlag. Die ursprüngliche Melodie verwendete sie mit der Bezeichnung „alte Volksweise“ in der Kantate Die Brücke über den Main (1956) und bewahrte sie so vor dem Vergessen.
Sie war Mitglied der Künstlerinnenorganisation GEDOK, der Oekumenischen Textautoren- und Komponisten-Gruppe der Werkgemeinschaft Musik e. V. und der AG Musik in der Ev. Jugend e. V., heute Textautoren- und Komponistengruppe TAKT
Der 2006 gegründete Singkreis Felicitas Kukuck unter Leitung von Christoph Leis-Bendorff widmet sich den Vokalwerken von Felicitas Kukuck und tritt mit ihnen im norddeutschen Raum auf.
Seit 2016 gibt es in Altona-Nord eine Felicitas-Kukuck-Straße.

## Weitere bedeutende Werke
- Zwölf Klaviervariationen über ‚Die Fisch in Wasser wohnen‘, 1937
- Sonate für Flöte und Klavier, UA 1941 in Berlin
- Klaviervariationen über ‚Es ist ein Schnitter, heißt der Tod‘, UA 1942 in Berlin
- Psalm 104, deutsch und englisch, 1947
- Mariae Verkündigung, UA 1951
- Missa Sancti Gabrielis Archangeli, UA 1968 in Hamburg
- Wo bleibst du Trost, UA 1974 in Hannover
- Die Konferenz der Tiere, UA 1982 in Hamburg
- Klagelieder Jeremias, UA 1984 in Hamburg
- Das Herodesspiel, UA 1988 in Stockholm und Kopenhagen
- Von der Barmherzigkeit, UA 1997 in Hamburg